# 若戸渡船

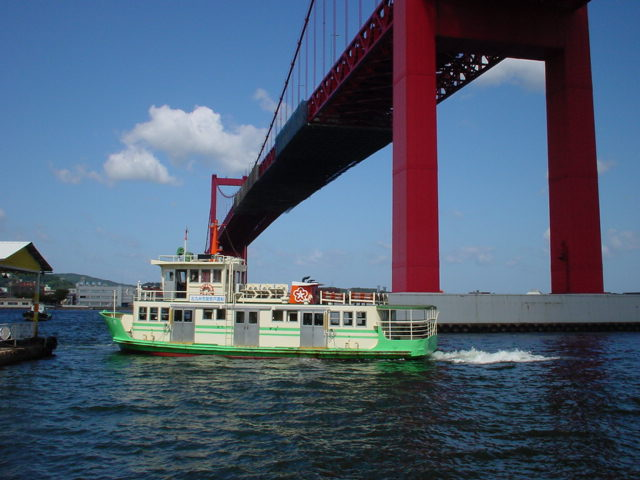
若戸渡船

若戸渡船（わかととせん）は、福岡県北九州市が運営する北九州市営渡船の航路の一つで、洞海湾によって隔てられた若松区と戸畑区を結ぶ航路である。　

## 概要

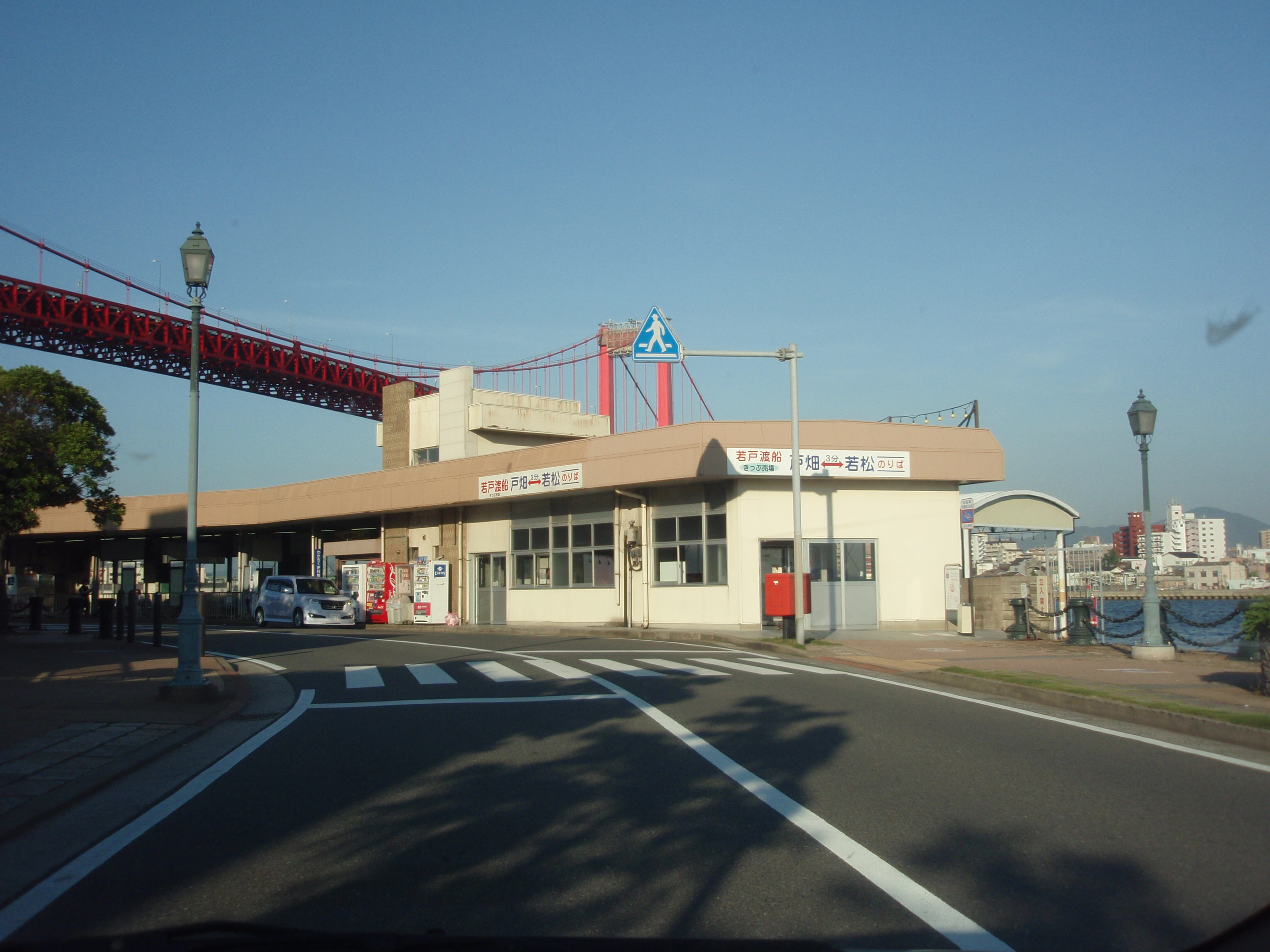
若松渡場

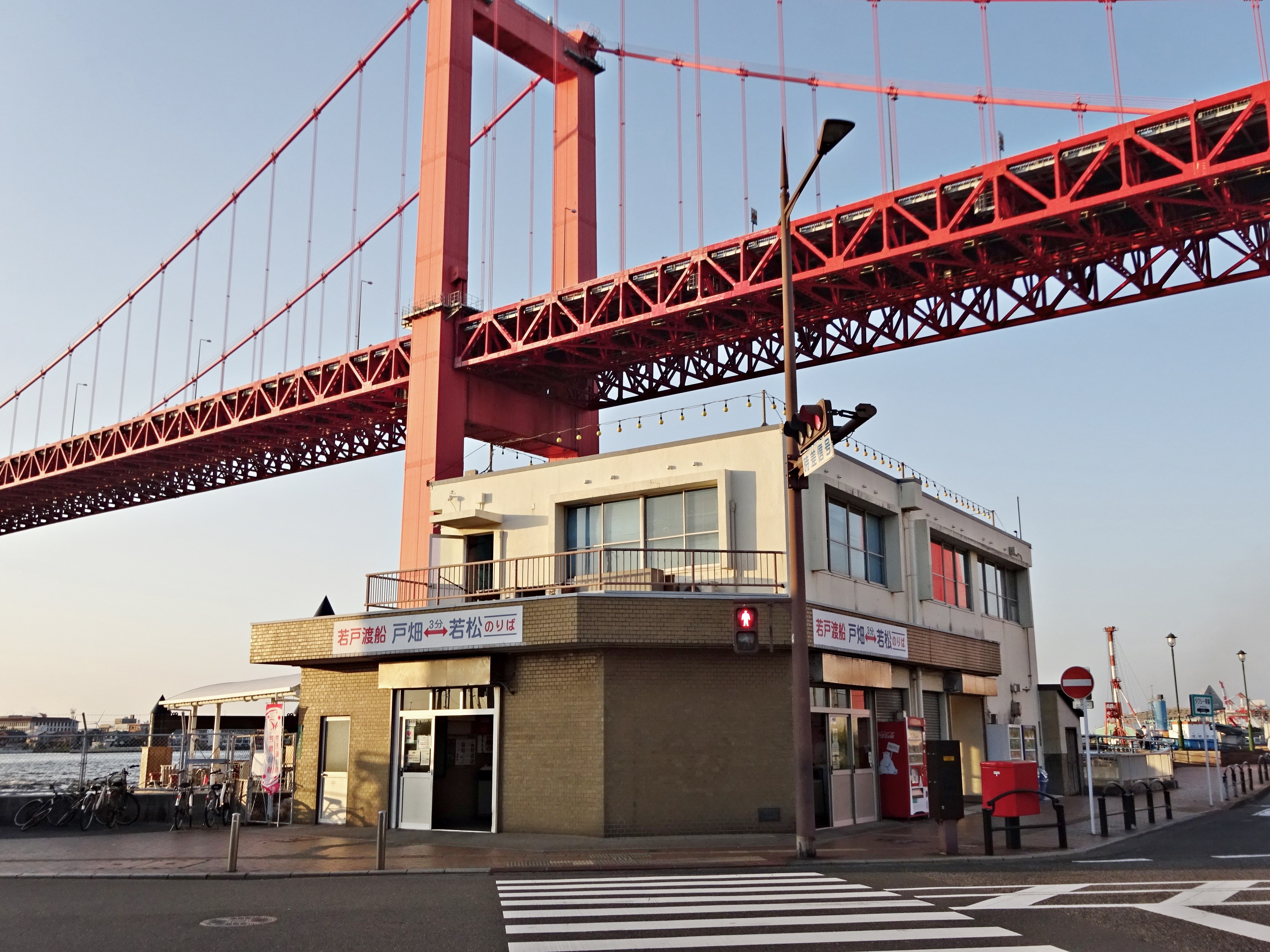
戸畑渡場

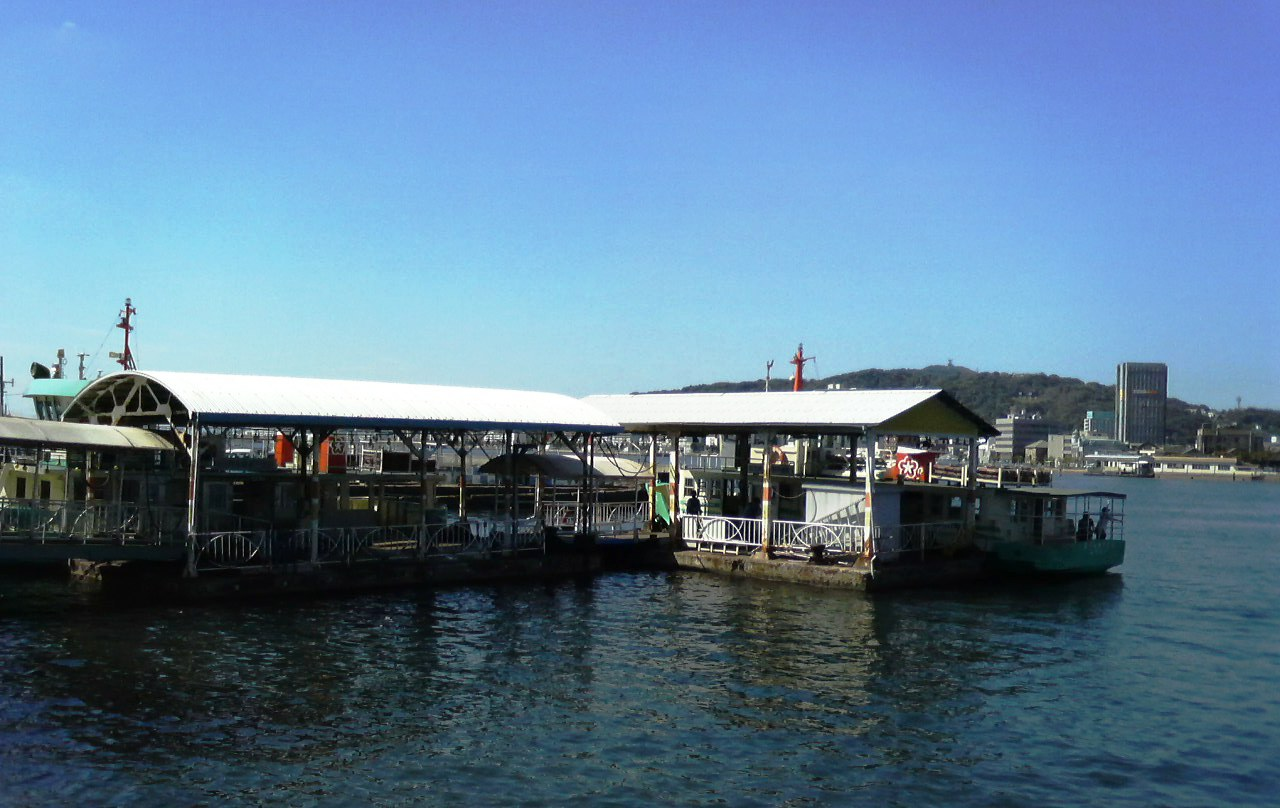
戸畑渡場の桟橋

北九州市若松区本町1丁目の若松渡場と戸畑区北鳥旗町の戸畑渡場を旅客船で結んでいる。北九州市により運営されており、「ポンポン船」の愛称で呼ぶ市民もいる。
明治以前から若松の地主による運航が行われていたが、1889年（明治22年）頃より若松村による運航となった。1919年（大正8年）4月からは若松市と戸畑町の共同運航も実施された。1930年（昭和5年）4月2日若戸渡船沈没事故（乗客179名中72名が死亡）が発生。1936年（昭和11年）以降は若松市と戸畑市の市営となり、以後は（戦後に一部事務組合による運営になったこともあるが）一貫して自治体による運航がなされている。管理は北九州市産業経済局渡船事業所により行われており、若松区内を中心にバス路線を持つ北九州市交通局は運営に関与していない。バスと渡船の乗継割引制度はなく、「nimoca」の利用も不可。
運航業務は2005年（平成17年）4月より鶴丸海運に、2014年（平成26年）4月より関門汽船に委託されている。
1962年（昭和37年）に若戸大橋が開通する前は、若松地区と戸畑地区を直接結ぶ唯一の交通手段であった。同橋の開通により貨物船が廃止された。旅客船も廃止する計画となっていたが、市民の強い要望により存続した。現在でも通勤や通学など、若松地区と戸畑地区を結ぶ交通として使われている。また、若戸大橋の歩道が廃止されたため、自家用車を利用しない場合に洞海湾を渡る際のルートの一つとなっている。
現在も通勤通学時間帯は多くの人が利用している。
また、航行中に大型船をかわしたり通過するのを待ったりして到着までに時間がかかることもある。
特に若松桟橋において潮の流れが強く着桟出来ない場合には、一時的に欠航になることがある。
船は旅客のほか、自転車を載せることもできる（原動機付自転車は若戸大橋を利用可能）。
運賃は2021年現在で大人100円・小児50円。渡場の待合室内に券売機が設置されており、乗船券を購入するようになっている。2000年代初めまでは乗船口にバスの運賃箱のようなものが置かれ、これに運賃や回数券等を直接投入するようになっていた。なおかつての運賃は大人20円・小児10円で、一時期は市販の冊子型時刻表に掲載されている全ての交通機関で最も安価な運賃であることで知られていた。その後1990年代に2度の値上げ（大人50円の時期あり）を経て、現在の運賃となっている。
普通乗船券の他、回数券（11枚綴り（普通運賃の10倍）・1000枚綴り（普通運賃の650倍））、定期券が設定されている。1箇月の通学定期運賃（高校生以上に適用）は630円である。自転車を持ち込む場合は別途持込運賃（大人50円）または自転車定期券（1ヶ月：前述の定期運賃＋750円）を要する。

## 航路
- 若戸航路（戸畑渡場 - 若松渡場）
戸畑渡場には、市営航路（若戸航路、小倉航路（浅野 - 馬島 - 藍島））を所管する渡船事業所（所在地：北九州市戸畑区北鳥旗町11番1号）が置かれている。

## 船舶

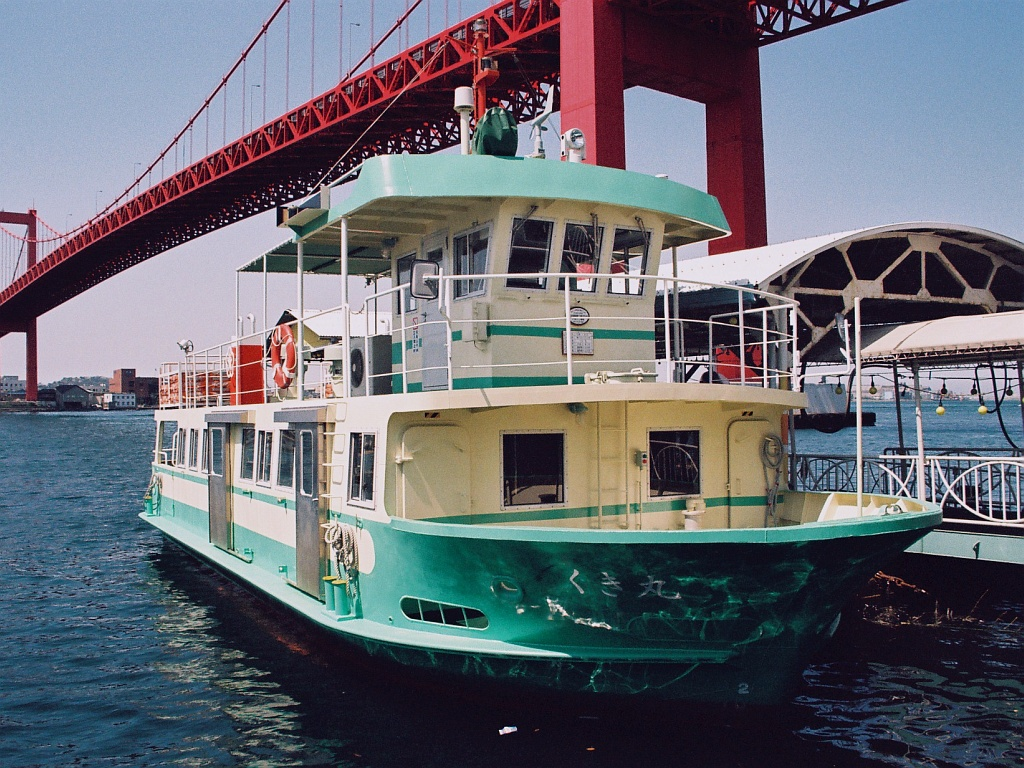
くき丸 - 戸畑渡場（2000年4月撮影）

くき丸
2000年1月就航。19.0総トン、全長16.0m、幅4.8m、出力210馬力、速力8.79ノット。東洋造船鉄工建造。
旅客定員110人。（データは2005年の改装後）
第十八わかと丸
2011年1月就航。38.0総トン、全長16.3m、幅6.0m、出力420馬力、速力9.5ノット。稲益造船建造。
旅客定員140人

## かつて就航していた船舶
第十七わかと丸
1987年3月就航、第十八わかと丸の就航に伴い引退。43.0総トン、全長16.5m、幅5.4m、出力200馬力、速力9.26ノット。若松造船建造。
旅客定員170人。
くき丸の減トン改造以後は、平日朝のみ稼働していた。
第十六わかと丸
1981年就航。2000年3月売却。74.59総トン。機関出力200馬力。日本造船鉄工建造。
旅客定員170人。
第十五わかと丸
1978年就航。1996年3月売却。75.12総トン。機関出力200馬力。日本造船鉄工建造。
旅客定員163人。
小倉航路予備船を兼ねていた。

## 接続交通機関
- 若松渡場
  - 鉄道 - JR筑豊本線 若松駅から徒歩15分
  - バス - 北九州市交通局（市営バス）若松渡場バス停が併設
- 戸畑渡場
  - 鉄道 - JR鹿児島本線 戸畑駅から徒歩7分
  - バス - 西鉄バス北九州 戸畑渡場バス停が隣接